# Лелиндал, Янник
Янник Лелиндал (нидерл. Yannick Leliendal; род. 23 апреля 2002, Амстердам) — нидерландский футболист, крайний защитник клуба «Волендам».

## Клубная карьера
Лелиндал — воспитанник клубов «Тонгерен» и «Генк». 17 сентября 2019 года в матче против сверстников из «Ред Булл Зальцбург» он дебютировал в Юношеской лиге УЕФА в составе юношеской команды последних.
В июле 2021 года Лелиндал на правах свободного агента стал игроком «ВВВ-Венло». 8 августа в матче против «НАК Бреда» Янник дебютировал в Эрстедивизи. 26 октября в поединке национального кубка против той же «НАК Бреды» он забил первый гол в составе команды. В конце января 2022 года Лелиндал на правах аренды стал игроком «ТОП Осс». 4 февраля в поединке против «Эммена» Янник дебютировал за новый клуб.
В июле 2022 года защитник стал игроком «Йонг Утрехт» и подписал однолетний контракт с опцией продления ещё на сезон. 5 августа в матче против «ТОП Осс» дебютировал в составе нового клуба. 20 февраля 2023 года в матче против «НАК Бреда» он забил свой дебютный гол за клуб.
В сентябре 2023 года впервые попал в заявку первой команды «Утрехт». 6 октября в матче против «Волендама» он дебютировал в Эредивизи.
11 июля 2024 года подписал однолетний контракт с клубом «Волендам».

## Международная карьера
Родился в Нидерландах, но вырос в Бельгии. Вызывался в юношеские команды Бельгии до 16, до 17 лет.
В 2019 году в составе юношеской сборной Нидерландов Лелиндал принял участие на юношеском чемпионате мира в Бразилии. На турнире он сыграл в матче против Парагвая.

## Достижения
«Волендам»
- Победитель Первого дивизион Нидерландов: 2024/25[нидерл.]